# Bruggerloch
Das Bruggerloch ist ein Badesee am Rhein bei Höchst im Rheintal, Vorarlberg.

## Lage und Geschichte
Das Bruggerloch liegt am Bruggerhorn, dem Spitz der Schweizer Landesgrenze, der durch den Alten Rhein gebildet wurde. Hier führt seit der Rheinregulierung 1900/1923 der neue Unterlauf geradlinig weiter.
Aus alten Karten ist zu sehen, dass das Bruggerloch einst mitten im Rhein lag.
Das Bruggerloch liegt südlich des Höchster Ortsteils Brugg. Von Lustenau ist der See durch den heutigen Rheinlauf getrennt.
Der See selbst entstand als Baggersee, der inzwischen weitgehend renaturiert ist, und hat etwa 3 Hektar. Die Tiefe beträgt maximal etwa sieben Meter.
Vom südwestlich benachbarten Schweizer Badesee Bruggerhorn ist er durch Damm und Zaun getrennt.

## Natur
Der See ist trotz seiner künstlichen Herkunft durch eine Kiesbaggerungen ein typisches Augewässer, insbesondere die Verlandungszone an der Westseite ist von Großröhricht bestanden. Am Ufer stehen vornehmlich Birken und Eschen und ein Stück Galeriewald.
Der See und Umland ist im Biotopinventar Vorarlberg im Ausmaß von 5,2 Hektar als sehr naturnah genannt (Inv.Nr. 21707), ist aber wegen seiner Badenutzung nicht unter strengeren Naturschutz gestellt.
An bedrohten Arten finden sich hier Raues Hornblatt (Ceratophyllum demersum), an stark gefährdeten Arten Spitz-Segge (Carex gracilis), Wasser-Schwertlilie (Iris pseudacorus) und Sumpf-Rispe (Poa palustris), an gefährdeten Arten Gewöhnlicher Froschlöffel (Alisma plantago-aquatica), Blasen-Segge (Carex vesicaria), Großer Schwaden (Glyceria maxima), Gelbe Teichrose (Nuphar lutea), Grüne Teichbinse (Schoenoplectus lacustris) und Berg-Ulme (Ulmus glabra).

## Nutzung
Das Nordufer ist ein Badeplatz, das Naturfreibad Bruggerloch.
Die Wassertemperatur beträgt während der Badesaison durchschnittlich 23 °C, schwankt wegen der Kleinheit des Gewässers aber stark zwischen 16 und 28 °C. Der Badeplatz verfügt über einen Beachvolleyballplatz und Sanitäranlagen. Am See liegt das Restaurant Paradiesle (auch bekannt unter Mani’s Bar) und das gemeindeeigene Gasthaus Bruggerhorn.